# Principado da Catalunha

O Principado da Catalunha (em catalão, Principat de Catalunya) foi um estado medieval e moderno, localizado no nordeste da Península Ibérica. É um termo jurídico que apareceu no século XIV para designar a entidade política sob jurisdição das Cortes Catalãs, que foram o órgão legislativo da Catalunha desde o século XIII até o XVIII, e cujo príncipe (soberano, em latim princeps) era o conde de Barcelona, que também foi rei de Aragão desde 1162. Durante a maior parte da sua história, esteve em união dinástica com o Reino de Aragão, constituindo conjuntamente a monarquia composta conhecida como Coroa de Aragão. Atualmente, embora já não seja oficial, continua a ser o nome histórico e popular da Catalunha.
A primeira referência ao termo Principat de Cathalunya é encontrada na disputa entre Pedro o Cerimonioso e o Reino de Maiorca em 1343, embora no Usatge 65 das Cortes barcelonesas de 1064, nos tempos do conde Raimundo Berengário I, ja se denomina principatus ao conjunto formado pelos condados de Barcelona, Girona e Osona. A primeira definição  de limites entre os dois territórios integrantes da Coroa de Aragão data de 1173: ao se declarar uma trégua geral em toda a Catalunha, considera-se  que esta é a terra que vai de Salses a Tortosa e Lleida, mas essa fronteira ainda sofrerá várias modificações ao longo do século XIII.
Sem possuir formalmente o título de reino, o Principado estava legal e institucionalmente em pé de igualdade com os demais estados que compunham a Coroa de Aragão (particularmente com os reinos de Aragão e Valência), cujo único elo comum era o figura do rei. Tampouco era um condado, já que o condado de Barcelona não abarcava toda a Catalunha (historiograficamente também se usando a expressão "condados catalães"). Os Usatges ('usos e costumes') fazem coincidir o título de Princeps com o de Conde de Barcelona. Frequentemente se utilizou o título de príncipe para o herdeiro da coroa. No caso da  caso da  Coroa de Aragão, o herdeiro usava o título de Duque de Girona, mais tarde mudado para Príncipe de Girona. Não se deve confundir, portanto, o Principado da Catalunha com um  título nobiliárquico.

## História

### Origem
Como grande parte da costa mediterrânica da Península Ibérica, ela foi colonizada pelos antigos gregos, que escolheu Roses e Ampúrias para estabelecer-se. Gregos e cartagineses interagiram com a população Ibérica. Após a derrota cartaginesa, a Catalunha se tornou, juntamente com o resto da Hispânia, uma parte do Império Romano, Tarraco, sendo um dos principais postos de Roma na Península Ibérica.

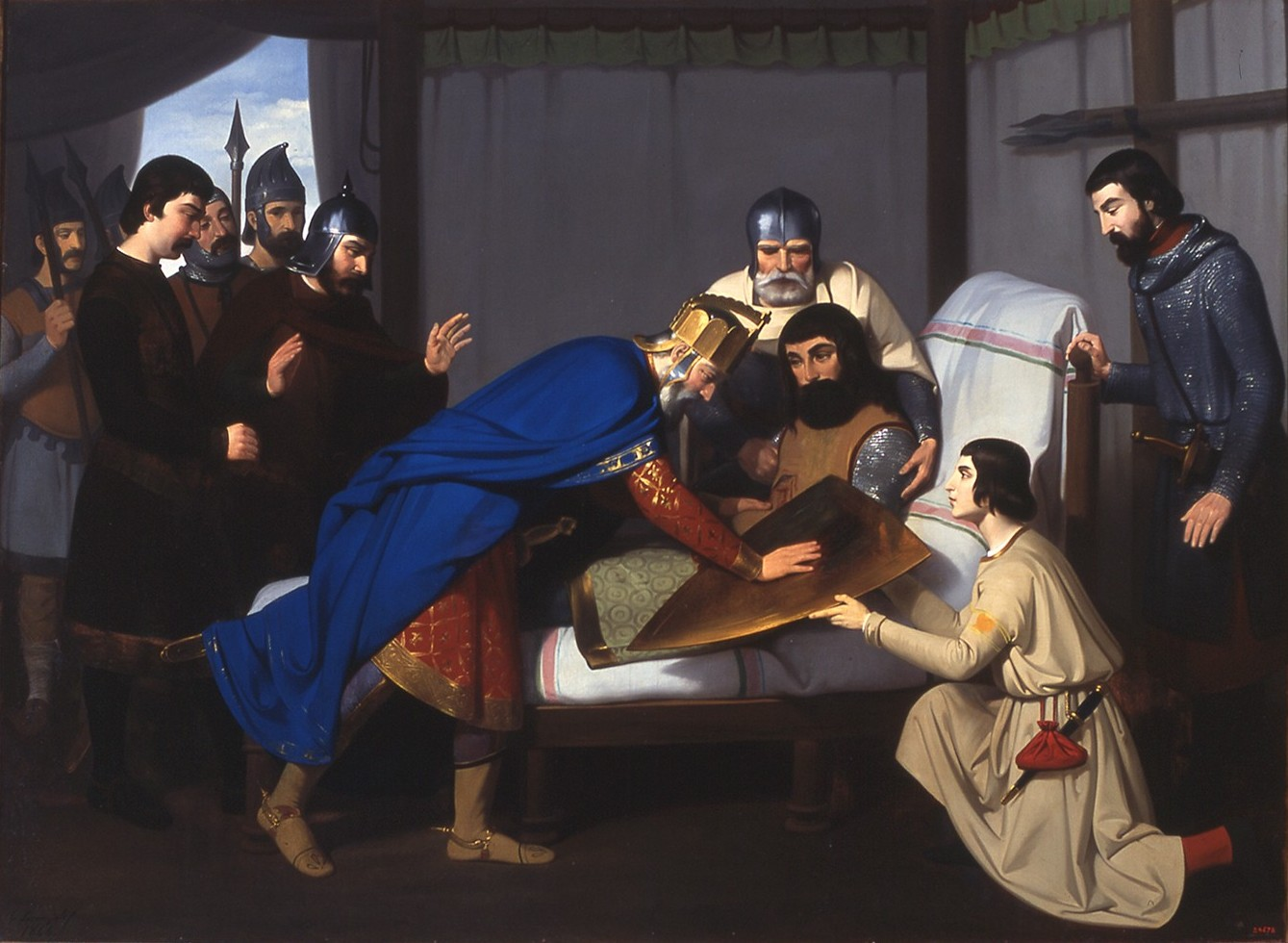
Origens do blasón do Condado de Barcelona, por Claudi Lorenzale (1844)

Os visigodos governaram brevemente após o colapso do Império Romano, mas os Mouros Alandalus ganharam o controle no século VIII. Após a derrota das tropas do Emir Abderramão ibne Abdalá Algafequi em Tours, em 732, os francos conquistaram os antigos Estados visigodos que tinham sido capturados pelos muçulmanos ou tinham-se aliado com eles, no que hoje é a parte mais setentrional da Catalunha. Em 795, Carlos Magno criou o que veio a ser conhecida historiograficamente como a Marca Hispânica, uma zona tampão, além da Província de Septimânia administrada localmente e separada em pequenos condados que serviram como uma barreira defensiva entre os omíadas de Alandalus e do Reino Franco.
A cultura catalã distintiva começou a desenvolver na Idade Média decorrente de uma série desses pequenos condados em toda a parte norte da Catalunha. Os Condes de Barcelona foram vassalos dos Francos, nomeados pelo imperador e, em seguida, do Rei da França, de quem eles eram feudatários (801-987). Durante o século IX, o Conde de Barcelona Vifredo o Cabeludo tornou seu título hereditário e fundou a dinastia da Casa de Barcelona, que governou a Catalunha até a morte de Martin I, seu último membro, em 1410.
Em 988 o Condado de Barcelona não reconheceu o Rei francês Hugo Capeto e sua nova Dinastia, o que acabou por colocá-la efetivamente fora da sujeição aos francos. No século XI desenvolveu-se uma Catalunha feudal. Durante a regência da condessa Ermesinda de Carcassona (1017-1057), que recebeu o governo de Barcelona após a morte de seu marido, o conde Ramon Borrell, a desintegração do poder central era evidente. O neto de Ermesinda, o conde Ramon Berenguer I, iniciou a codificação da lei catalã nos Usatges de Barcelona, que se tornaria a primeira compilação completa da lei feudal na Europa Ocidental. Isso foi parte dos esforços do conde para de alguma forma controlar o processo de feudalização. O mesmo conde Raimundo Berengário I é chamado "príncipe de Barcelona, conde de Girona e marquês de Osona" (princeps Barchinonensis, comes Gerundensis, marchio Ausonensis) nas Atas de consagração da catedral de Barcelona, em 1058.

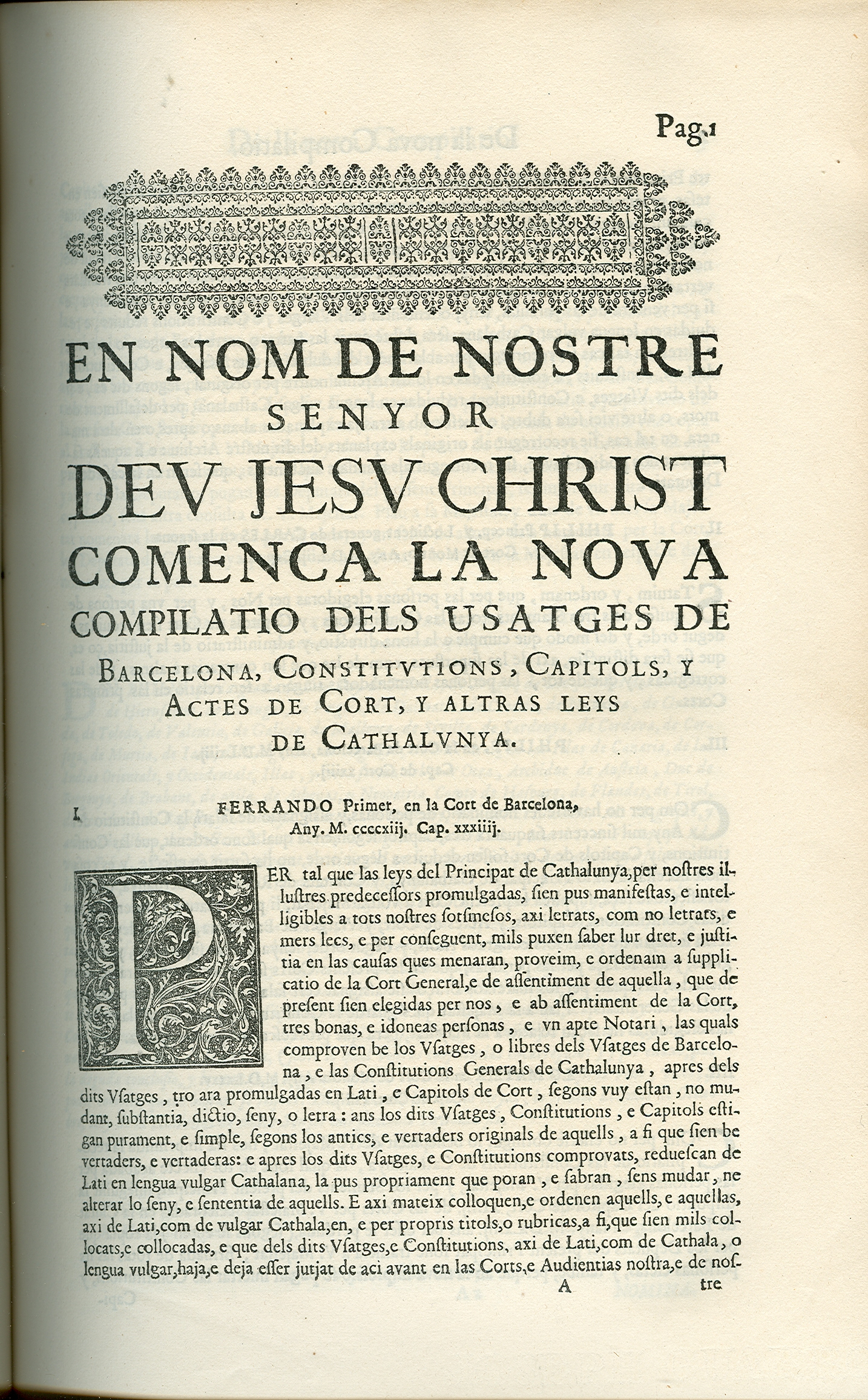
Edição impressa da compilação dos Usatges de Barcelona das Cortes Catalãs de 1413

Então, em 1137 Raimundo Berengário IV de Barcelona, recebeu a doação do vizinho Reino de Aragão do rei aragonês Ramiro II, bem como da sua filha Petronila de Aragão (com quem casou em 1150), que institui a união dinástica do Condado de Barcelona com o Reino de Aragão, uma monarquia composta mais tarde conhecida como Coroa de Aragão. O filho deles, Alfonso, foi o primeiro rei de Aragão que, por sua vez, era o conde de Barcelona, títulos que todos os reis da Coroa de Aragão herdaram a partir de então.
Só em 1258, pelo Tratado de Corbeil, é que o Rei de França Luís IX renunciou formalmente a suas reivindicações de senhorio feudal sobre os condados do Principado da Catalunha, e o Rei de Aragão Jaime I de Aragão, descendente de Raimundo Berengário IV, renunciou a seus direitos e domínios familiares no Languedoc. Este tratado confirmou, do ponto de vista francês, a independência dos condados catalães estabelecida e exercida durante os três séculos anteriores. Como parte da Coroa de Aragão, a Catalunha se tornou uma grande potência marítima, o que ajudou a expandir a Coroa, a sua influência e poder, pelo comércio e conquista de Valência, Ilhas Baleares e até mesmo Sardenha ou Sicília.

### Constituições catalãs (1283-1716) e o século XV

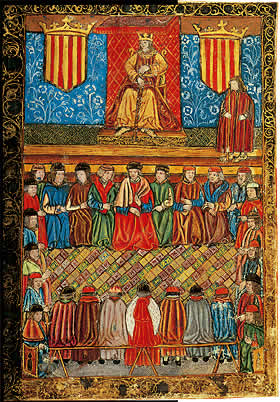
As Cortes Catalãs (parlamento) no século XV

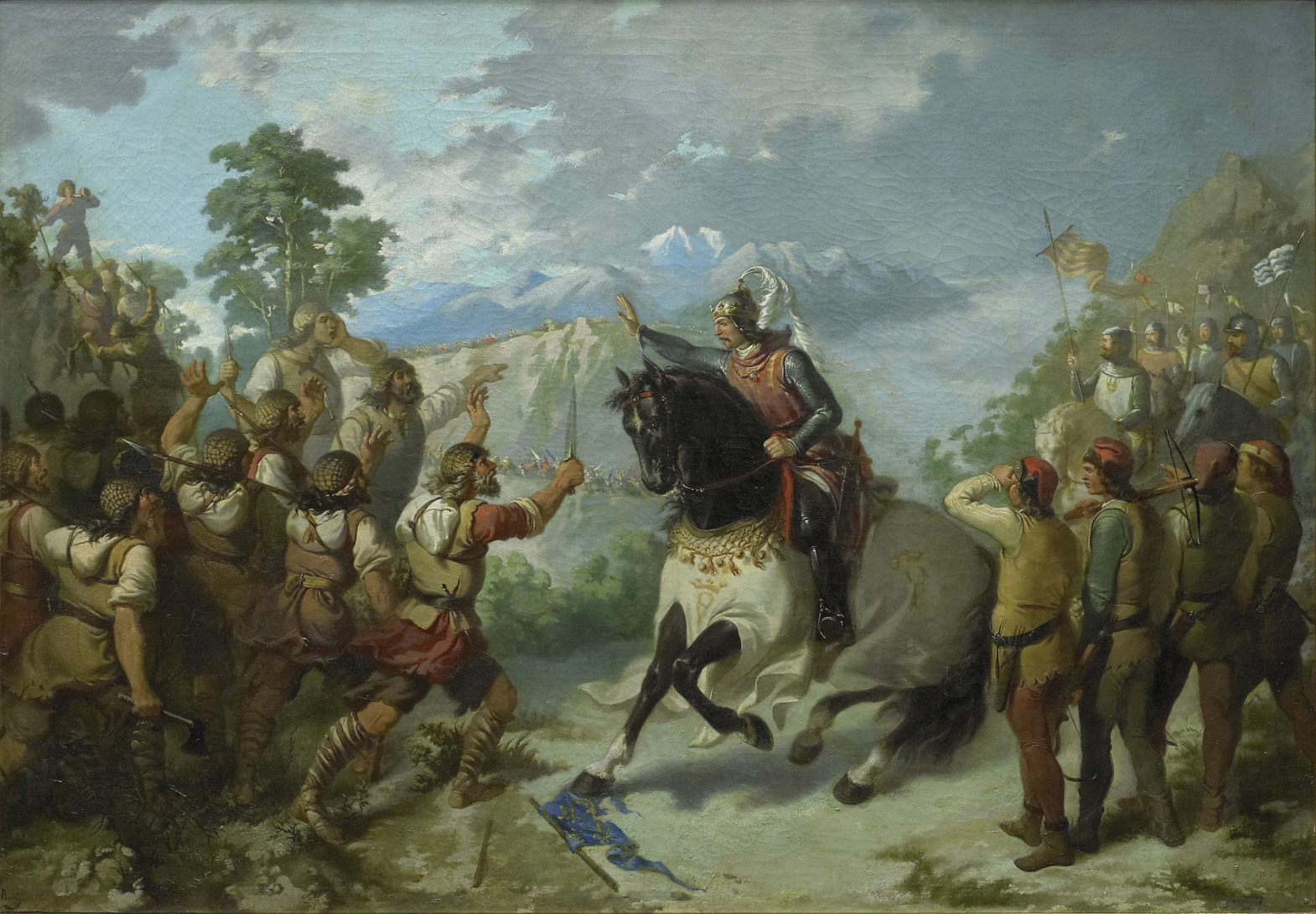
Pedro II na Batalha do Coll de Panissars (1285) durante a Cruzada Aragonesa

Ao mesmo tempo, o Principado da Catalunha desenvolveu um complexo sistema institucional e político baseado no conceito de pacto entre os estamentos do reino e o rei. As leis tinham que ser aprovadas nas Cortes Catalãs (Corts Catalanes), um dos primeiros órgãos parlamentares da Europa que proibiu o poder real de criar legislação unilateralmente (desde 1283). A primeira das Constituições Catalãs são aquelas das Cortes de Barcelona de 1283. As últimas foram promulgadas pelas Cortes Catalãs de 1705-1706. Compilações de Constituições e outros direitos da Catalunha seguiam a tradição romana do Codex. Estas constituições desenvolveram uma compilação avançada de direitos para os cidadãos do Principado e limitaram o poder dos reis. Em 1359, as Cortes estabeleceram a Generalidade (Generalitat), consolidando assim o sistema constitucional catalão.
O Principado viu um período próspero durante o século XIII e o início do século XIV. A população aumentou; a língua e a cultura catalãs expandiram-se para as ilhas do Mediterrâneo Ocidental. O reinado de Pedro III de Aragão ("o Grande") incluiu a conquista da Sicília e a defesa bem-sucedida contra uma cruzada francesa; seu filho e sucessor Afonso III ("o Generoso") conquistou Menorca; e o segundo filho de Pedro, Jaime II, conquistou a Sardenha; Catalunha era o centro do império, expandindo-o e organizando-o, estabelecendo sistemas institucionais semelhantes aos seus. Barcelona, então a residência real mais frequente, foi consolidada como o centro administrativo dos domínios com a criação dos Arquivos Reais em 1318. A Companhia Catalã, mercenários liderados por Roger de Flor e formados por almogávares veteranos da Guerra das Vésperas da Sicília, foram contratados pelo Império Bizantino para combater os turcos, derrotando-os em várias batalhas. Após o assassinato de Roger de Flor por ordens do filho do imperador Miguel Paleólogo (1305), a Companhia se vingou demitindo o território bizantino e fundou os ducados de Atenas e Neopatras em nome do rei de Aragão. O domínio catalão sobre as terras gregas durou até 1390.

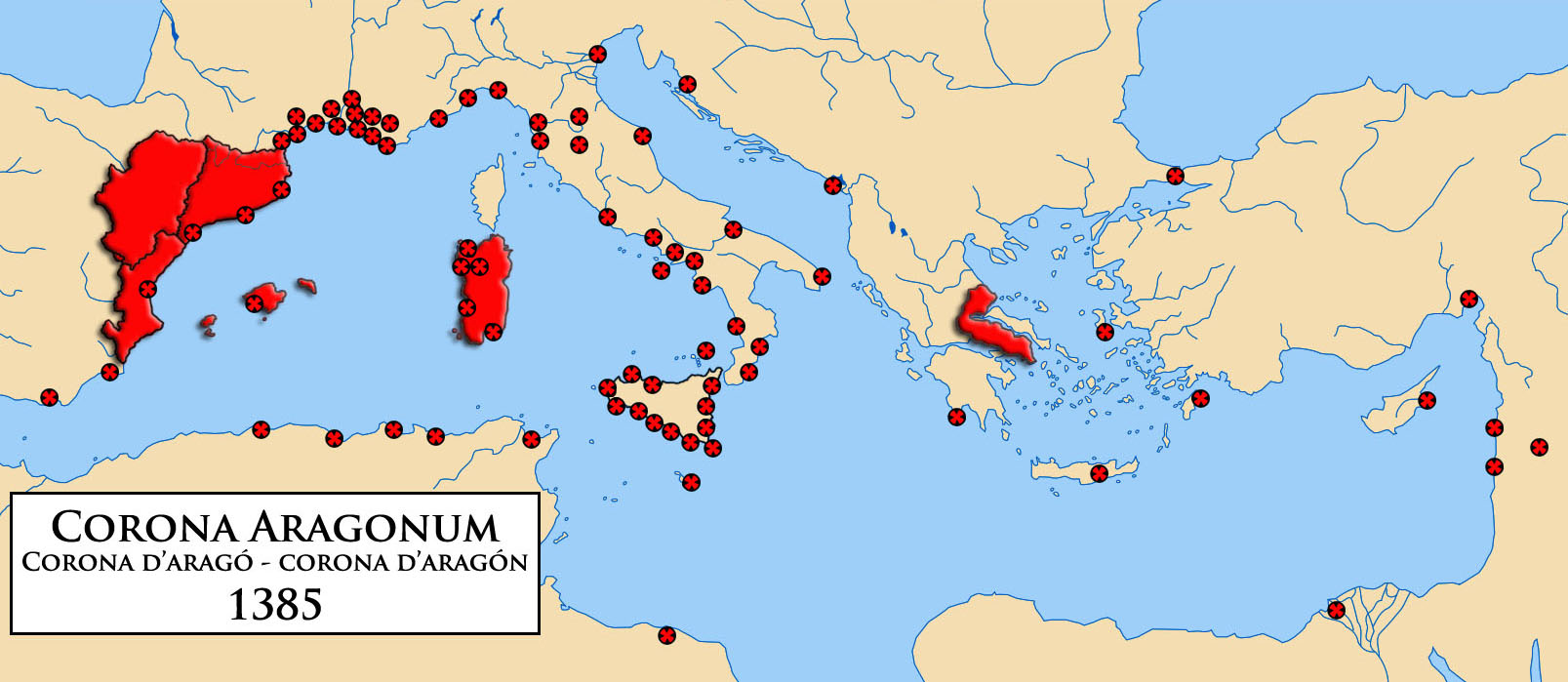
Coroa de Aragão em 1385, com os Consulados do Mar (círculos vermelhos)

O segundo terço do século XIV viu mudanças cruciais para a Catalunha, marcadas por uma sucessão de catástrofes naturais, crises demográficas, estagnação e declínio na economia catalã, e o aumento das tensões sociais. O ano de 1333 foi conhecido como Lo mal any primer (catalão: "O primeiro ano ruim") devido à má colheita de trigo. Os domínios da Coroa Aragonesa foram severamente afectados pela pandemia da Peste negra e por surtos posteriores da peste. Entre 1347 e 1497 Catalunha perdeu 37 por cento de sua população.
Em 1410, o Rei Martin I morreu sem descendentes sobreviventes. Sob o Compromisso de Caspe (1412), Fernando da casa castelhana de Trastámara recebeu a Coroa de Aragão como Fernando I de Aragão. O sucessor de Fernando, Alfonso V ("o Magnânimo"), promoveu uma nova etapa da expansão catalão-aragonesa, desta vez sobre o Reino de Nápoles, o qual acabou conquistando em 1443. No entanto, ele agravou a crise social no Principado de Catalunha, tanto no campo como nas cidades. Durante o reinado de João II, as tensões sociais e políticas causaram a Guerra Civil Catalã (1462-1472). Sob seu filho, Fernando II, foi aprovada a Constituição de l'Observança (1481), que estabeleceu a submissão do poder real às leis aprovadas nas Cortes Catalãs. Após décadas de conflito, os camponeses da remença (um modo de servidão) foram libertados da maioria dos abusos feudais pela Sentencia Arbitral de Guadalupe (1486).

### Catalunha na Idade Moderna

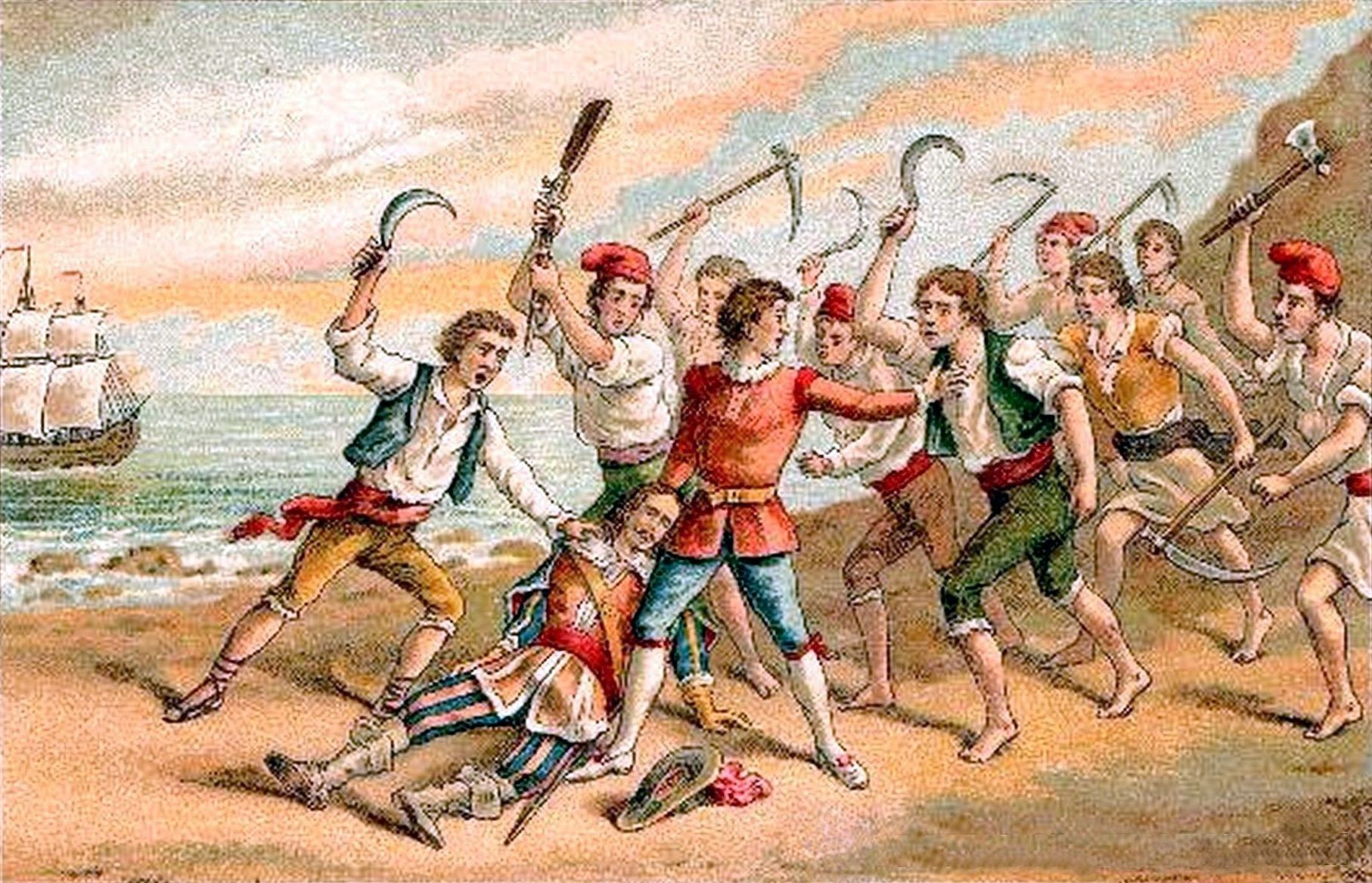
Corpus de Sang de 1640, um dos eventos iniciais da Guerra dos Segadores

O casamento de Isabel I de Castela com Fernando II de Aragão (em 1469) unificou todos os Reinos Cristãos na Espanha (exceto o Reino de Navarra, que foi anexada à Coroa castelhana em 1513). Isto resultou no alvorecer da Monarquia de Espanha, composta pelas Coroas de Aragão, Castela e o Reino de Navarra. Em 1492 o último remanescente do Alandalus em torno de Granada foi conquistada e a descoberta espanhola das Américas. O poder político começou a afastar de Aragão em direção a Castela e, posteriormente, de Castela para o Império espanhol, que engajado na guerra frequente na Europa se esforçando para dominar o mundo.

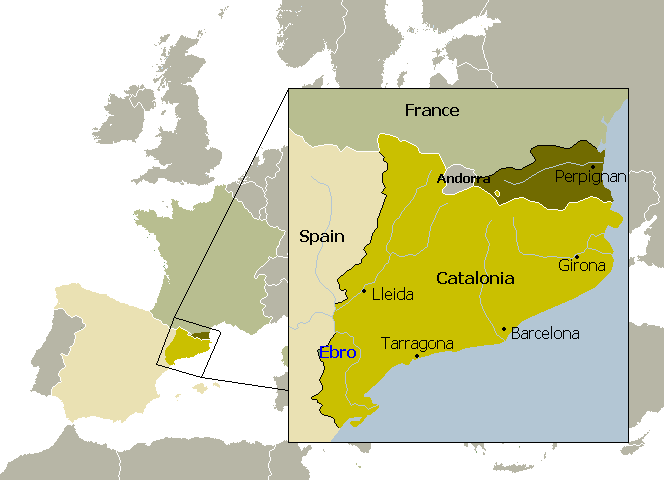
O sombreamento de cor mostra a divisão entre o Principado da Catalunha (atual Espanha) e os condados de Rossilhão e Cerdanha (atual França) dividido em 1659

Por um longo período, o Principado da Catalunha, como parte da Coroa de Aragão na Monarquia Espanhola, foi capaz de manter o seu próprio sistema institucional e legislativo contra a tendência observada no sul e centro da Europa desde o início da idade moderna, que reduziu a importância das instituições representativas, até que foram finalmente suprimidos como resultado da derrota na Guerra de Sucessão Espanhola no início do século XVIII. Nos próximos séculos, a Catalunha ficou geralmente no lado perdedor de uma série de guerras que levou progressivamente mais centralização do poder em Espanha, como a Guerra dos Segadores (1640-1652), no contexto da Guerra Franco-Espanhola, na qual a Catalunha, liderada pelo Presidente da Generalidade, Pau Claris, declarou-se brevemente uma república independente sob a proteção francesa em 1641, e mais tarde novamente como um principado da Monarquia da França, mas os catalães foram finalmente derrotados em 1652.
Em 1659, após o Tratado dos Pirenéus, assinado por Filipe IV de Espanha, comarcas (condados) de Rossilhão, Conflent, Vallespir e parte da Cerdanha, agora conhecido como Pirenéus Orientais foram cedidos à França. Nos últimos tempos, esta área tem vindo a ser conhecido na Catalunha, como no norte da Catalunha (Roussillon em francês). As instituições catalães foram suprimidas nesta parte do território e uso público da língua catalã foi proibido. Atualmente, esta região é administrativamente parte do departamento francês dos Pirenéus Orientais.
Nas últimas décadas do século XVII, durante o reinado do último rei Habsburgo de Espanha, Carlos II, apesar dos conflitos intermitentes entre Espanha e França e de novos conflitos internos como a Revolta dos Barretines (1687-1689), a população aumentou para aproximadamente 500.000 habitantes e a economia catalã melhorou. Este crescimento económico foi impulsionado pela exportação de vinho para Inglaterra e para a República Holandesa, dado que, devido à guerra comercial do ministro francês Jean-Baptiste Colbert contra os holandeses e, mais tarde, à participação destes países na Guerra dos Nove Anos contra a França, não era possível comercializar com os franceses. Esta nova situação fez com que muitos catalães olhassem para a Inglaterra e, especialmente, para os Países Baixos como modelos políticos e económicos para a Catalunha.
No final da Guerra da Sucessão Espanhola, em que os catalães suportaram a reivindicação mal-sucedida do Arquiduque Carlos da Áustria, pois o vitorioso foi o Bourbon Duque de Anjou, agora Filipe V, assinou os Decretos do Novo Plano, que aboliu as instituições e o direito público dos estados da Coroa de Aragão e os anexou politicamente à Coroa de Castela, acabando com o Principado da Catalunha como estado separado, e proibiu o uso administrativo da língua catalã.

### Após o Novo Plano

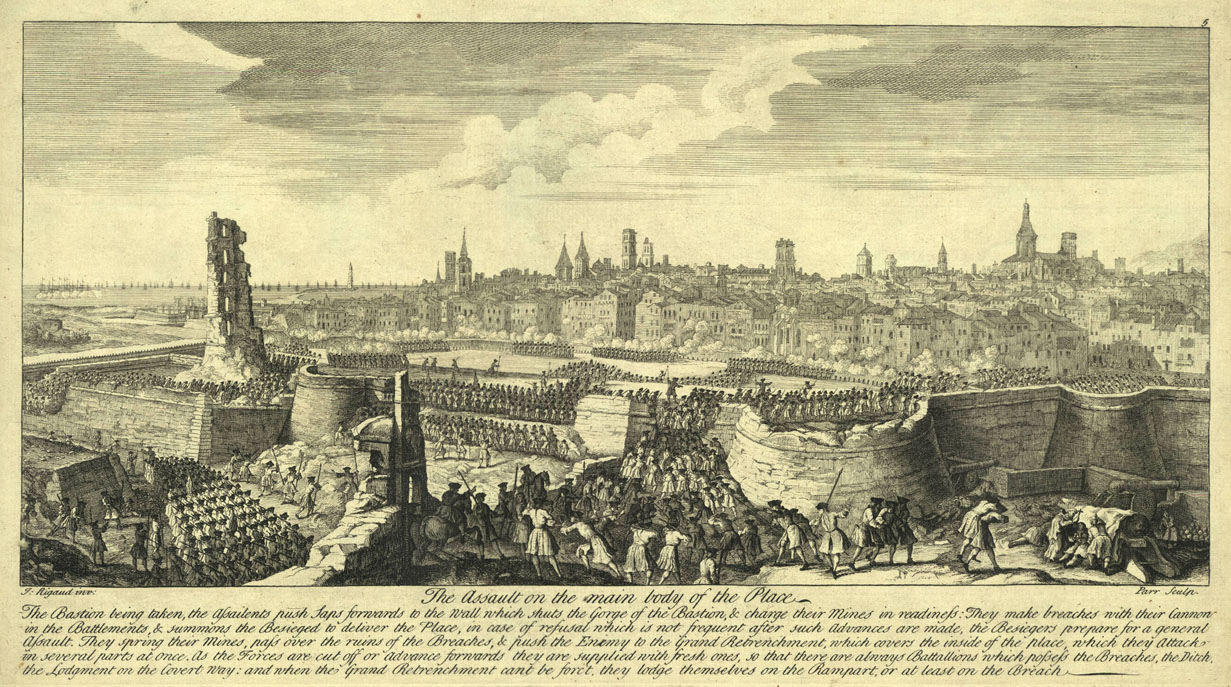
Cerco de Barcelona, 11 de setembro de 1714

Durante os séculos XVIII e XIX, apesar da ocupação militar, a imposição de novos impostos elevados e a economia política da Casa de Bourbon, a Catalunha sob a administração espanhola (agora como província) continuou o processo de pro-industrialização, relativamente auxiliada desde o fim do século pelo início do comércio aberto com a América e das políticas protecionistas decretadas pelo governo espanhol, tornando-se em um centro de industrialização espanhol; até hoje permanece uma das partes mais industrializadas de Espanha, juntamente com Madri e País Basco. Em várias ocasiões durante o primeiro terço do século XX, Catalunha espanhola ganhou e perdeu vários graus de autonomia, mas como na maioria das regiões da Espanha, cultura e autonomia catalã foram esmagados em um grau sem precedentes após a derrota da Segunda República Espanhola (fundado em 1931) na Guerra Civil espanhola (1936) que levou Francisco Franco ao poder. O uso público da língua catalã foi proibida novamente após um breve período de recuperação geral.
A época de Franco terminou com a morte de Franco em 1975; a subseqüente transição espanhola à democracia, a Catalunha recuperou a autonomia cultural e política. Tornou-se uma das comunidades autónomas de Espanha. Em comparação, o "Norte da Catalunha" tem um grau muito maior e limitado de autonomia.

## O termo Principado

Principado da Catalunha, denominação em um mapa de 1608 por Jan Baptist Vrients

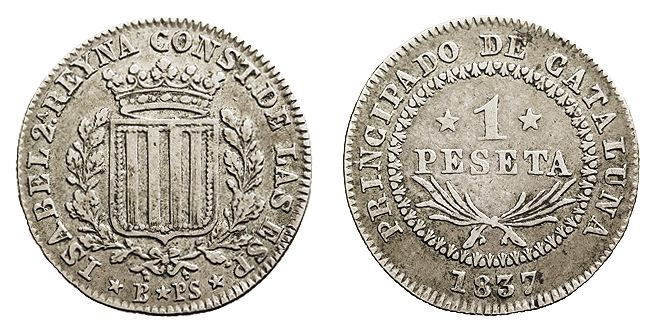
Moeda corrente datada de 1837 durante o reinado de Isabel II, cunhada no Principado da Catalunha

Os Condes de Barcelona foram considerados comumente princeps ou primus inter pares ("o primeiro entre iguais") por outros Condes da Marca hispanica, tanto por causa de seu poder militar e econômico quanto pela sua supremacia ao longo de outras cidades.
Assim, o Conde de Barcelona, Raimundo Berengário I, é chamado de "Príncipe de Barcelona", Conde de Girona e marquês de Osona (princeps Barchinonensis, vem Gerundensis, marchio Ausonensis) no ato da consagração da Catedral de Barcelona (1058). Há também várias referências ao Príncipe nas diferentes seções dos Usatges de Barcelona (usos e costumes de Barcelona), uma coleção de leis que governou o Condado desde o início do século XI. Uso #64 chama principatus, grupo de condados de Barcelona, Girona e Ausona, todos eles sob a autoridade do Conde de Barcelona.
A primeira referência ao termo Principat de Cathalunya é encontrada na disputa entre Pedro IV de Aragão e III de Barcelona e o Reino de Maiorca em 1343, e foi usado novamente na convocação das Cortes Catalãs em Perpignan em 1350, presididas por Pedro IV. Foi destinado a indicar que o território sob a legislação produzida por essas Cortes que ele não era um Reino, mas o alargamento do território sob a autoridade do Conde de Barcelona, que também era o Rei de Aragão, como visto na "Actas de las cortes generales de la Corona de Aragón 1362-1363". No entanto, parece haver uma referência mais antiga, em um contexto mais informal, nas crônicas de Bernat Desclot.
Como o Conde de Barcelona e as Cortes adicionaram mais condados sob sua jurisdição, tais como o Condado de Urgel, o nome de "Catalunha", que incluía vários condados de nomes diferentes, incluindo o Condado de Barcelona, é que foi utilizado para o seu conjunto. Os termos "Catalunha" e "catalães" foram comumente utilizados para se referir ao território no nordeste da Espanha, bem como seus habitantes e não apenas o Condado de Barcelona, pelo menos desde os começos do século XII, conforme as primeiras gravações destes nomes no Liber Maiolichinus (ao redor 1117-1125).
O nome "Principado da Catalunha" é abundante na documentação histórica que se refere à Catalunha entre meados do século XIV e início do século XIX. De acordo com pesquisas realizadas nas últimas décadas, é considerado na segunda metade do século XII, quando os condados catalães formam uma entidade política unificada e coesa, embora dividida jurisdicionalmente, denominada "Catalunha", o mesmo Filipe V de Espanha usada para descrever os territórios catalãs nos Decretos do Novo Plano. Em 1931, movimentos republicanos favoreceram seu abandono, porque ele é historicamente relacionado com a Monarquia.
Nem o Estatuto de Autonomia da Catalunha, nem a Constituição espanhola, nem a Constituição francesa mencionam esta denominação, mas, apesar da maioria ser republicana, é moderadamente popular entre os nacionalistas catalães e independentistas.

### A negação do Principado da Catalunha
A divulgação histórica espanhola e, até recentemente, também internacional tende a ignorar a existência do Principado da Catalunha como entidade política, assumindo que era parte integrante do Reino de Aragão e não um estado da Coroa ao mesmo nível que, por exemplo, o Reino de Valência. 
O pseudodebate sobre a sua existência tornou-se particularmente generalizado durante as primeiras décadas do século XXI devido às crescentes demandas de autodeterminação catalã, sendo utilizado como uma ferramenta para negar qualquer possível legitimação histórica das reivindicações catalãs.

## Língua Catalã
Catalunha constitui o núcleo original onde o Catalão é falado. Língua catalã tem características comuns com as línguas românicas da Península Ibérica e Galo-Romana das línguas do Sul da França.  É considerada por alguns linguistas como sendo uma língua Ibero-românico (o grupo que inclui o espanhol) e por outros como línguas galo-românicas, como o francês ou do occitano.
A língua catalã viveu uma idade de ouro durante o final da Idade Média, atingindo um pico de maturidade e plenitude cultural, e expandiu-se territorialmente à medida que mais terras foram adicionadas aos domínios da Coroa de Aragão. Exemplos disso podem ser vistos nas obras de Ramon Llull (1232–1315), As Quatro Grandes Crônicas Catalãs (séculos XIII-XIV) e na escola de poesia valenciana que culminou em março de Ausiàs March (1397-1459). O catalão tornou-se a língua do Reino de Maiorca e a principal língua do Reino de Valência, principalmente nas áreas costeiras. Também foi estendido à Sardenha e foi usado como idioma administrativo na Sicília e Atenas. Entre os séculos XIII e XV esta língua esteve presente em o mundo mediterrâneo, sendo uma das primeiras bases da língua franca.
O catalão é uma das três línguas oficiais da comunidade autónoma da Catalunha, como consta do Estatuto de autonomia da Catalunha; os outros dois são o castelhano e o occitano na sua variedade aranese. O catalão não é língua oficial no Rossilhão, apesar de ser chamado "Norte da Catalunha" pelos indepedentistas catalães.